# Valprato Soana
Valprato Soana (piemontesisch und frankoprovenzalisch Valprà) ist eine Gemeinde in der italienischen Metropolitanstadt Turin (TO), Region Piemont.

## Lage und Einwohner
Valprato Soana liegt 65 km nordwestlich von Turin im Val Soana
Das Gemeindegebiet umfasst eine Fläche von 70 km² und hat 96 Einwohner (Stand 31. Dezember 2023). 
Die Nachbargemeinden sind Cogne, Champorcher, Ronco Canavese, Traversella und Vico Canavese. Cogne und Champorcher liegen auf dem Gebiet der Region Aostatal.

## Geschichte

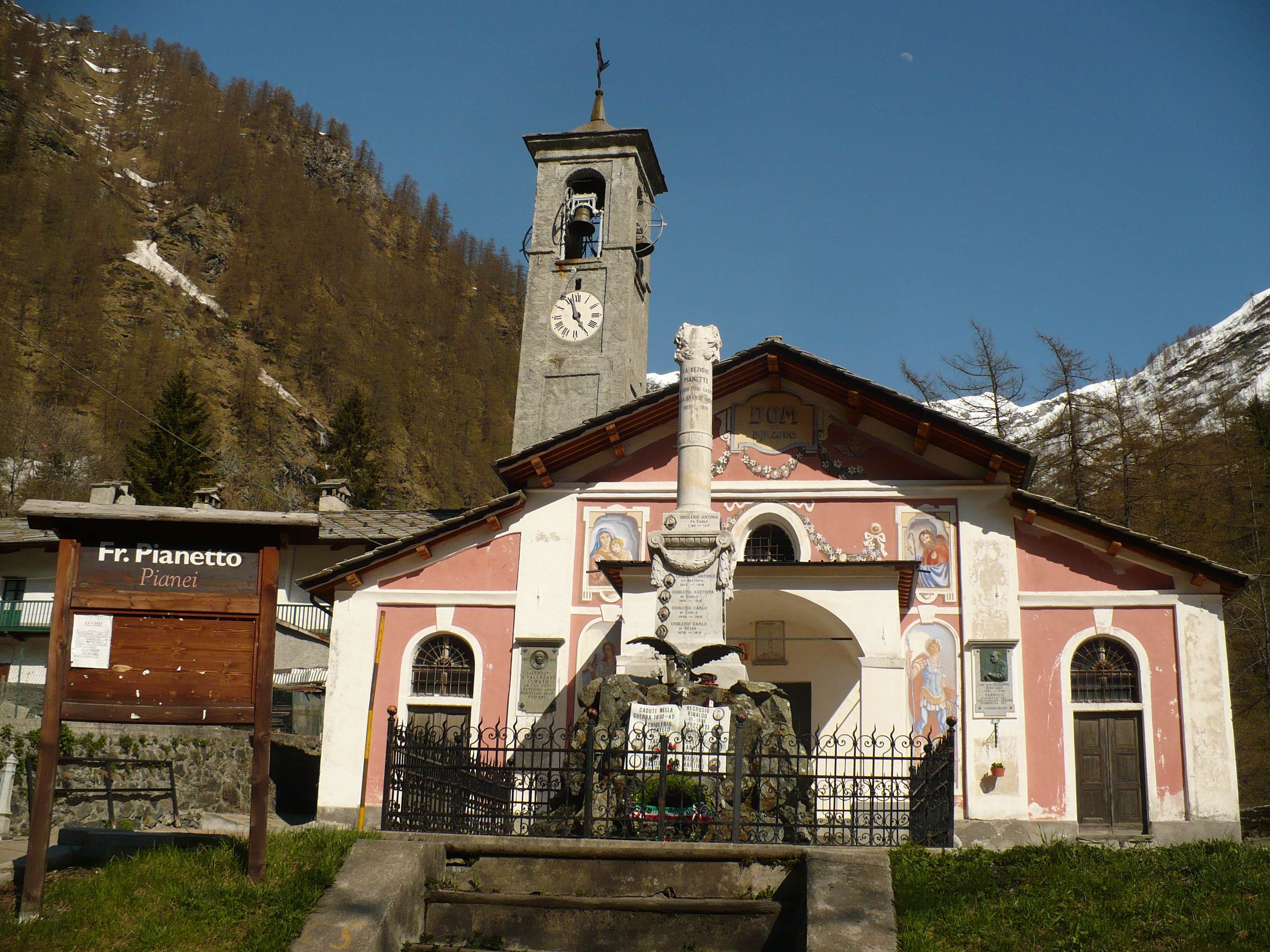
Die Kirche des Ortsteils Pianetto

Obwohl das Dorf Valprato Soana sehr alte Ursprünge hat, gibt es keine sicheren Daten, die auf eine genaue Gründungszeit zurückführen, auch wenn die Entdeckung einiger römischer Artefakte darauf schließen lässt, dass es in dieser Zeit ein humanisiertes Gebiet gab.
Die alte Geschichte der Gemeinde Valprato ist mit der örtlichen religiösen Tradition verbunden, die besagt, dass der Heilige Besso genau in den Bergen rund um Valprato den Märtyrertod erlitt, im gesamten Val Soana weithin verehrt wurde und in einem Fresko dargestellt ist, das noch heute in der örtlichen Pfarrkirche zu sehen ist. In den ersten Jahren des 6. Jahrhunderts wurde die Stadt von den Predigten des Heiligen Orso von Aosta beeinflusst.
Im Mittelalter wurde Valprato zunächst von einigen Armenaufständen und später vom Durchzug verschiedener Armeen, insbesondere der französischen, heimgesucht. Im Jahr 1928 wurde die Gemeinde Valprato mit der Gemeinde Campiglia Soana vereinigt und erhielt den heutigen Namen Valprato Soana.
In der Endphase des Zweiten Weltkriegs, im Jahr 1944, stürzten in der Gegend von Pianetto zwei britische Flugzeuge der südafrikanischen Luftwaffe ab, die in Konflikte mit deutschen Streitkräften verwickelt waren und gleichzeitig Nachschub für die Partisanen in den örtlichen Bergen brachten. Die Gemeinde Valprato hat 2013 ein Denkmal zur Erinnerung an das Ereignis eingeweiht.